# Bæltetaske
En bæltetaske (også kaldet mavetaske eller bumbag) er en lille pung eller task, der bæres som en bælte omkring livet over hoften der lukkes med et spænde, ofte så den kan justeres til at passe forskellige livvidder. Den kan også betragtes som en pung der bæres om livet. 
Traditionelt bæres en bæltetaske foran, men nogle personer bærer dem bagpå, og det har givet dem navnet bumbag (engelsk for numse-taske), da den dækker dele af ballerne.
Bæltetasker har i en lang periode været forbundet med turister, men fra omkring 2015 er de begyndte også at blive brugt som modegenstand, særlig hvis de bæres skråt over skulderen i stedet for om livet.